# Ewyas Harold Castle

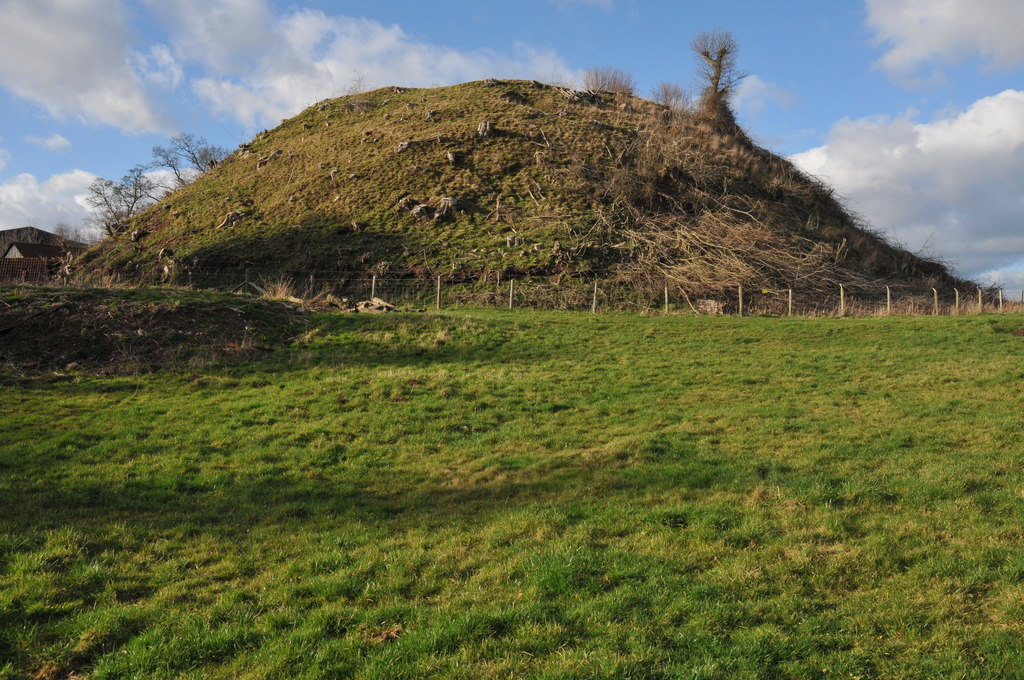
Der Mound von Ewyas Harold Castle

Ewyas Harold Castle ist eine abgegangene Burg im Dorf Ewyas Harold in der englischen Grafschaft Herefordshire.

## Geschichte
Die erste Burg an diesem Standort soll eine der wenigen Burgen gewesen sein, die unter den Angelsachsen vor der normannischen Eroberung Englands errichtet wurde, vermutlich 1048 an der Stelle einer früheren Befestigung. Möglicherweise ließ sie Osbern Pentecost bauen. Es handelte sich um eine Motte über dem Dulas Brook. 1052 wurde diese erste Burg zerstört, entweder auf Geheiß von Godwin von Wessex oder durch einen walisischen Überfall.
Nach der Eroberung Englands durch die Normannen ließ William FitzOsbern, 1. Earl of Hereford, die Burg wieder aufbauen. Im Domesday Book von 1086 steht zu lesen:

„In der Rechtsprechung der Burg von Ewyas Harold hält Roger von Henry drei Kirchen und einen Priester und 13 Hektar Land und sie erhalten zwei Sester Honig. In der Burg hat er zwei Auflassungen.”

Im Jahre 1100 wurde eine Priorei im Burghof gegründet.
Bis zum Beginn des 15. Jahrhunderts verfiel die Burg teilweise. Sie befand sich dann im Besitz von William Beauchamp, dem Marquess of Abergavenny, der sie angesichts der Bedrohung durch Owain Glyndŵr wiederbefestigen ließ. Es gibt allerdings keine Aufzeichnungen über irgendeinen Angriff in dieser Zeit. Owain Glyndŵr und seine unterschiedlichen Streitkräfte konzentrierten sich auf militärische Möglichkeiten an anderer Stelle.
Danach verfiel Ewyas Harold Castle bis 1645 endgültig, heute sind nur noch Erdwerke am Rand des Dorfes sichtbar, die anzeigen, wo die Burg einst stand.